# Brandon Wilson
Brandon James Wilson (sinh ngày 28 tháng 1 năm 1997) là một cầu thủ bóng đá chuyên nghiệp người Úc – Botswana đang thi đấu ở vị trí tiền vệ cho Đội tuyển bóng đá quốc gia Botswana.

## Đầu đời
Sinh ra ở Botswana, có bố mẹ là người Anh, Wilson chuyển đến Úc khi còn trẻ. Sau đó, anh chuyển đến Anh để chơi cho đội trẻ Burnley trước khi ra mắt đội một Stockport County. Năm 2016, anh trở lại Úc để chơi cho Perth Glory.

## Sự nghiệp câu lạc bộ
Wilson gia nhập Burnley vào năm 2013. Anh được cho mượn đến Stockport County vào năm 2016.
Vào tháng 7 năm 2016, Wilson trở lại Tây Úc ký hợp đồng với Perth Glory để chơi ở A-League Men.  Anh có trận ra mắt chuyên nghiệp cho Perth Glory vào ngày 10 tháng 8 năm 2016 trong chiến thắng 2-0 trước Brisbane Roar ở FFA Cup 2016. Chủ yếu chơi ở vị trí tiền vệ, Wilson đã thể hiện sự linh hoạt của mình vào tháng 12 bằng cách điền vào vị trí hậu vệ phải xuất phát trước Melbourne Victory.
Vào ngày 28 tháng 2 năm 2022, Newcastle Jets thông báo Wilson đã ký hợp đồng ngắn hạn với câu lạc bộ cho đến khi kết thúc A-League Men 2021-22.
Vào tháng 7 năm 2023, Wilson ký hợp đồng với SHB Đà Nẵng và đội vừa xuống hạng sau mùa giải 2023.
Vào ngày 5 tháng 9 năm 2023, Wilson ký hợp đồng với Hà Nội cho mùa giải 2023–24.

## Sự nghiệp quốc tế
Vào tháng 9 năm 2015, Wilson có tên trong đội U-23 Úc để đến Lào tham dự vòng loại Giải vô địch bóng đá U-19 châu Á 2016.  Anh có trận ra mắt cho đội bóng trong chiến thắng trước Lào.  Anh cũng đủ điều kiện để đại diện cho Botswana và Anh ở cấp độ cao cấp.
Tháng 11/2019, anh là một trong bốn cầu thủ bị U-23 Úc treo giò do "hành vi thiếu chuyên nghiệp".
Tháng 11/2023, anh được triệu tập vào đội tuyển quốc gia Botswana.

## Danh hiệu
Perth Glory
- A-League Men: Premiers 2018–19